# لوك دوغلاس
لوك دوغلاس (بالإنجليزية: Luke Douglas)‏ هو لاعب دوري الرغبي أسترالي، ولد في 12 مايو 1986 في يامبا ‏ في أستراليا.